# Ross McCormack
Ross McCormack, född den 18 augusti 1986 i Glasgow, är en skotsk fotbollsspelare (anfallare) som spelar för Aldershot Town.

## Karriär
McCormack inledde sin karriär i Rangers och har spelat för skotska landslaget på junior och senior nivå. Han har dessutom spelat för Doncaster, Motherwell, Cardiff och Leeds United innan flyttade till sin nuvarande klubb Fulham i augusti 2014.
McCormack hade en mycket bra säsong 2011/2012 då han vann Leeds interna skytteliga med 19 mål varav 18 i ligan. Det gjorde honom till säsongens tredje bäste målskytt i The Championship.
Den 5 januari 2019 lånades McCormack ut till Motherwell.